# Michael Nyman

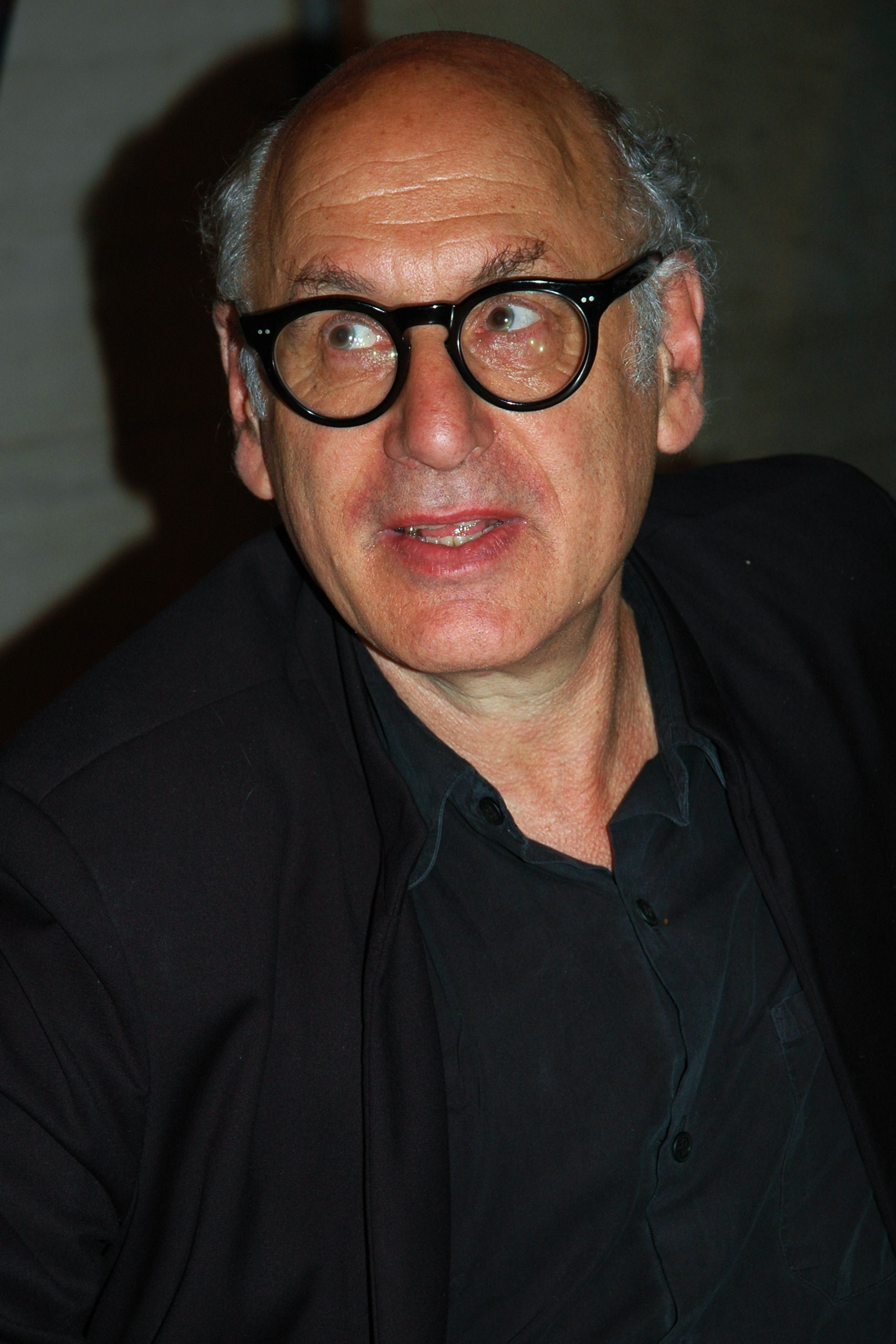
Michael Nyman, 2010

Michael Laurence Nyman (Londen, 23 maart 1944) is een Brits componist, musicus en muziekcriticus. Hij is bekend door de muziek die hij bij films als The Piano, Gattaca en films van Peter Greenaway maakte. Hij gebruikte in 1968 als eerste de term minimalisme in een recensie in The Spectator van The Great Digest van Cornelius Cardew. Een van zijn bekendste minimal muziekstukken is Decay Music op het platenlabel van Philip Glass. Michael Nyman componeerde vier concerten, evenveel stukken voor strijkkwartet en vele kamermuziekstukken. 
Nymans composities worden meestal uitgevoerd door The Michael Nyman Band met Nyman zelf op piano. Uit de band is een strijkkwartet voortgekomen dat bekend is als The Nyman Quartet.
In 2010 verscheen het album Accoustic Accordeons een samenwerking van Michael Nyman met het Motion Trio. De fusie ontstond ter gelegenheid van het POLSKA! YEAR 2009-2010 in Londen. Het Motion Trio is Pools en Nymans ouders kwamen uit Polen.

## Filmografie
- 5 Postcards from Capital Cities (1967)
- Goole by Numbers (1976)
- Keep It Up Downstairs (1976)
- Tom Phillips (1977)
- A Walk Through H: The Reincarnation of an Ornithologist (1978)
- Vertical Features Remake (1978)
- 1-100 (1978)
- The Falls (1980)
- Act of God (1980)
- Terence Conran (1981)
- The Draughtsman's Contract (1982)
- Brimstone & Treacle (1982)
- Nelly's Version (1983)
- The Coastline (1983)
- Making a Splash (1984)
- The Cold Room (1984)
- Fairly Secret Army (1984)
- A Zed & Two Noughts (1985)
- The Kiss (1985)
- Inside Rooms: 26 Bathrooms, London & Oxfordshire, 1985 (1985)
- L'Ange frénétique (1985)
- Ballet mécanique (1986 score; 1921 film)
- I'll Stake My Cremona to a Jew's Trump (1986)
- The Disputation (1986)
- Le Miraculé (1987)
- The Man Who Mistook His Wife for a Hat (1987)
- Fear of Drowning (1988)
- Death in the Seine (1988)
- Drowning by Numbers (1988)
- Out of the Ruins (1989)
- Hubert Bals Handshake (1989)
- Monsieur Hire (1989)
- The Cook, the Thief, His Wife & Her Lover (1989)
- Men of Steel (1990)
- Les Enfants volants (1990)
- The Hairdresser's Husband (1990)
- Ich war ein glücklicher Mensch (1991)
- Prospero's Books (1991)
- Not Mozart: Letters, Riddles and Writs (1991)
- The Fall of Icarus (1992)
- The Final Score (1992)
- The Piano (1993)
- Mesmer (1994)
- À la folie (1994)
- The Diary of Anne Frank (1995)
- Carrington (1995)
- The Ogre (1996)
- Enemy Zero (1996)
- Anzar (1997)
- Gattaca (1997)
- Titch (1998)
- Practical Magic (1998)
- Ravenous (1999)
- Wonderland (1999)
- Nabbie's Love (1999)
- The End of the Affair (1999)
- Act Without Words I (2000)
- The Claim (2000)
- Man with a Movie Camera
- Subterrain (2001)
- Haute fidélité (2001)
- 24 Heures de la vie d'une femme (2002)
- The Actors (2003)
- Nathalie... (2003)
- 9 Songs (2004)
- Luminal (2004)
- The Libertine (2004)
- Jestem (2005)
- A Cock and Bull Story (2006)
- Teresa, el cuerpo de Cristo (2007)
- Man on Wire (2008)
- An Organization of Dreams (2009)
- The Trip (2010)
- Krokodyle (2010)
- Elefante blanco (2012)
- Everyday (2012)
- 2 Graves (2013)